# Fikri Işık
Fikri Işık (né le 13 septembre 1965 à Şiran), est un homme politique turc, député du Parti de la justice et du développement (AKP) de la circonscription de Kocaeli depuis 2007.
Il est ministre de la Science, de l'Industrie et de la Technologie de 2013 à 2016, ministre de la Défense nationale de 2016 à 2017 et vice-premier ministre de 2017 à 2018.